# 그레그 벨 (육상 선수)
그레그 벨(Greg Bell, 1930년 11월 7일~2025년 1월 25일)은 미국의 전 육상 선수로 멀리뛰기에서 주로 활약하였다.
인디애나주 테레호테에서 태어난 벨은 1956년 멜버른 올림픽에서 7.83m의 기록으로 금메달을 획득하였다.
그는 3회의 국내 AAU와 2회의 NCAA의 우승자이며, 3회의 NCAA와 4회의 AAU 올아메리칸 신분이었다. 1956년부터 1958년까지 벨은 멀리뛰기의 랭킹 1위에 들어왔다. 그는 7년간 보유된 멀리뛰기의 NCAA 기록을 세우고, 인디애나 육상과 IU 육상 명예의 전당의 일원이었다.
1988년 미국 육상 명예의 전당에 헌액되었다.